# Центральный Военно-Революционный Комитет Донбасса
Центральный Военно-Революционный Комитет Донбасса — областной орган власти Донецкой области в 1917-1918 годах, действовал и претендовал на власть в отдельных регионах Екатеринославской и Харьковской губерний бывшей Российской империи в течение 1917—1919 гг.

## История
В различные периоды носил названия:
- Центральное бюро военно-революционных комитетов Донбасса
- Центральное бюро рудничных и горнозаводских комитетов
- Центральное бюро ревкомов (Центробюроревком)
- Центральный ревком Донбасса (Центроревком ДБ)
- Центральный штаб Красной гвардии Донецкого бассейна (Центроштаб)
- Центральное бюро военно-революционных комитетов Донбасса[1]

Вопрос создания Центр-ревкома впервые был поднят на совещании представителей Бахмутского и Горловско-Щербиновского комитета большевиков 16 (3) ноября 1917 в Никитовке в связи с приездом эмиссара Совнаркома Г. И. Петровского.  На совещании присутствовали  Г. И. Петровский, Грузман, Харченко, Казимирчук, Острогорский , Дубовой, Стожок и др. Для организации съезда было выделено бюро из трех человек Грузман, Казимерчук, Харченко. Организацией съезда занимался только Грузман.

### I съезд Революционных комитетов Донецкого бассейна
4 (17) декабря 1917 г. по инициативе районного комитета большевиков Никитовки состоялся вседонецкий съезд представителей 15 ревкомов Донбасса, Горлово - Щербиновского.  Юзовского,  Макеевского, Дружковского  Константиновског о, Краматорского, Ханженково- Харцызского,  Чистяковского,  Луганского, Марьевского  и  Иловайского. на котором были намечены меры по борьбе против атамана Каледина и Центральной рады. На съезде было избрано Центральное бюро Военно-революционных комитетов Донбасса.
В его состав вошли 5 человек: Ш. А. Грузман, Д. И. Пономарёв, С. А. Хильков, Т. И. Харечко и С. И. Сырцов, которого вскоре сменил Е. А. Трифонов, комиссар Петроградского отряда Красной гвардии.
- Грузман, Шулим Айзикович - руководитель.
- Харечко, Тарас Иванович - руководитель.
- Пономарев, Демьян Иванович- военный руководитель.
- Хильков, Семен Алексеевич - руководитель финансов и снабжения.
- Сырцов, Сергей Иванович
- Трифонов, Евгений Андреевич

Кроме  того,  активную  работу  вели по  поручению бюро местные  товарищи —  Фролов, Дубовые (отец  и  сын),  Малахов,  братья  Вайнеры,  Острогорский,  Лапин,  Клипов,  Шишковский,  Коробкин,  Шкуро.  Подольский  и  др.
Недели две  спустя  привлечены были  к военной  работе товарищи из питерского отряда красной  гвардии— Финогенов,  Михайлов  и  Осташенков.
Круг  деятельности  бюро с каждым днем расширялся, включая  вопросы  политические,  хозяйственные и  военные.  Так  как  в  это  время  связь  с Харьковом  была затруднена занятием  частями Армии УНР  ряда  узловых станций, то бюро  ревкома  приходилось  выполнять  на  деле  функции  областной организации.
5 января 1918 года был создан  Центральный Штаб Красной гвардии Донецкого бассейна  который возглавил Пономарев, Демьян Иванович.

### Донбасско-Донская операция
18 января 1918 по решению Центрального бюро Военно-революционных комитетов Донбасса из представителей Петроградского, московского и местных красногвардейских отрядов образован Центральный штаб Красной гвардии Донбасса.
28 января 1918 г. конференция ревкомов и Советов Донбасса реорганизовала Бюро в Центральный военно-революционный комитет Донбасса., коем действовал к моемнту оккупация Украины войсками Германии и УНР.
1 апреля 1918 Центральный ревком Донбасса отдал приказ всем ревкома приступить к эвакуации имущества в связи с наступлением Австро-немецких войск.

### Восстановление
В декабре 1918 года Ревком был восстановлен большевиками с целью захвата власти в условиях эвакуации немецких войск и антигетманского восстания. Некоторое время ревком работал в подполье, после захвата большевиками Донбасса и создание ими Донецкой губернии 5 февраля он работал легально-на ст. Яма. Стал органом управления Донецкой губернии.

## Руководители
- Пономарев Демьян Иванович
- Грузман Шулим Айзикович -апрель 1918.

## Военные формирования Донбасса
В формировании Красной гвардии Донбасса активное участие принимали — К. Е. Ворошилов, Д. И. Пономарев, Г. Я. Терехов, В. А. Филатов, Я В Залман, Ф. И. Зайцев, А. Бы. Батов, П. А. Алферов, Г. Л. Бондарев, И, Д. Вишняков , Ш. А. Грузман, А. А. Недрами, А. Ф. Радченко, Ф. П. Ракутин, М. П. Богачев, К. И. Риклюс, М, П. Васютин, сестры Єсави и другие.

## Подчинялись ревкому
Ревком работал фактически на положении губернского ревкома ему подчинялись следующие территории: Бахмутский, Славяносербский, Бердянский, Изюмский и части Мариупольского уездов, а также Таганрогский округ.
- Горловско-Щербиновский район
- Енакиевский район[12]
- Дружковский район
- Константиновский район (подрайон).
- Лисичанский район
- Гришинский район
- Соляной район
- Славянский район
- Макеевский район
- Краматорский район
- Юзовский район
- Брестово-Кальмиуский район
- Чистяківський район
- Харцызский район
- Лиман